# Hans Christensen (fodboldspiller)
 For alternative betydninger, se Hans Christensen. (Se også artikler, som begynder med Hans Christensen)
Hans Christensen (født 7. juni 1906 på Frederiksberg, død 17. maj 1992) var en dansk fodboldsspiller. Han spillede for KB fra 1926 til 1938. Han spillede 1 kamp for Danmarks fodboldlandshold i 1934.